# Cantarera

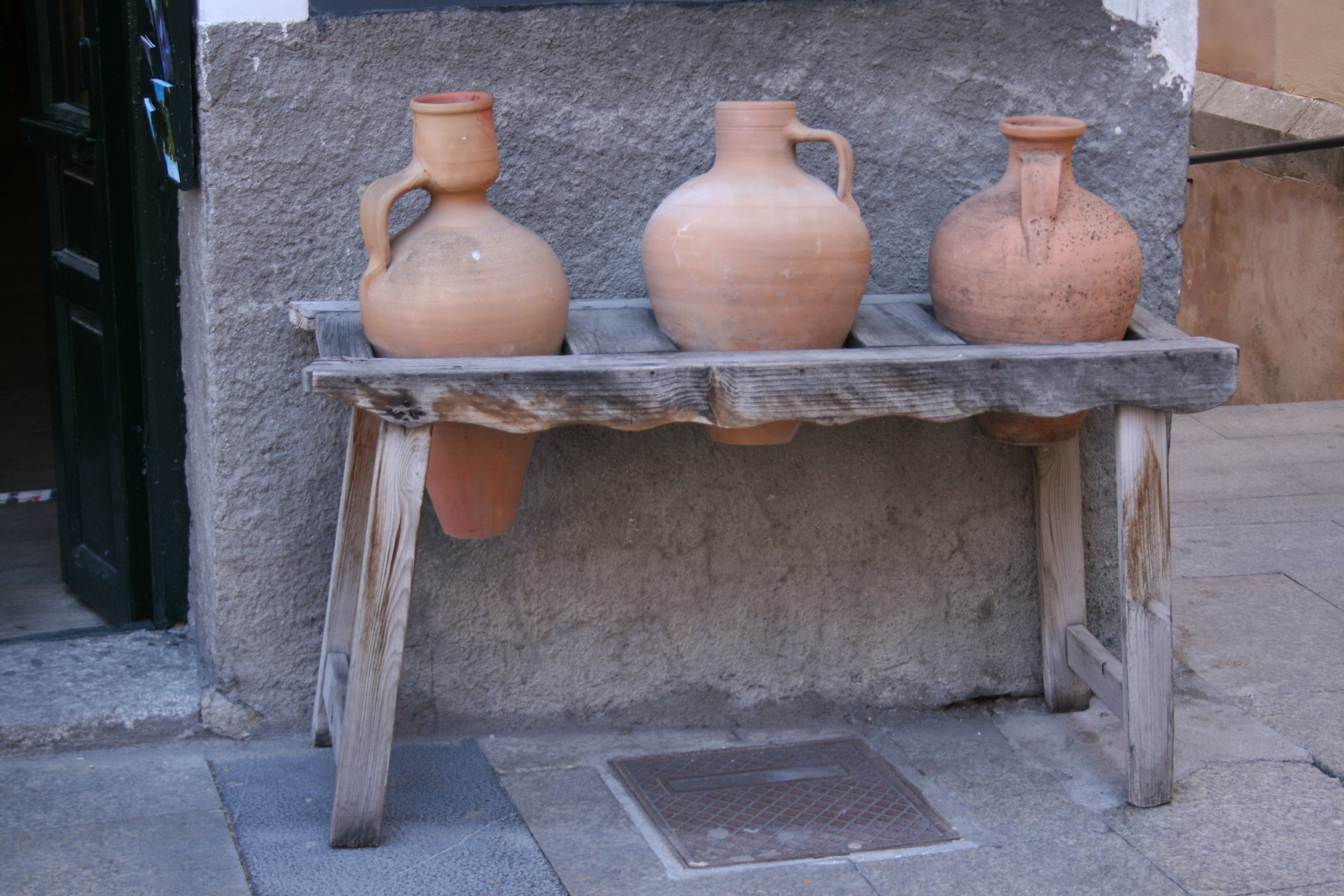
Cantarera

Cantarera, cantarero o cantaral es un mueble o vasar de rústico armazón usado para colocar los cántaros. Tradicionalmente hecho de madera, existen también cantareras fabricadas con cáñamo, serones o angarillas para el transporte de estos recipientes en burros y mulas. Casi imprescindible en el mobiliario doméstico de la cultura Mediterránea desde el Renacimiento hasta mediado el siglo XIX —conservándose su uso en el mundo rural aún un siglo más—, vino a suceder a los ingenios que en el mundo romano hacían similar servicio con las ánforas y demás vasijas.

## Tipología
Desde las rústicas bancas de madera huecas, en ocasiones fabricadas por los propios alfareros, hasta los sofisticados cantareros diseñados en forja, la necesidad de preservar los valiosos pero inestables y quebradizos cántaros, desarrolló a lo largo de los siglos una variada tipología para este mueble omnipresente en el trabajo cotidiano de la cocina y la casa. Anticuarios y coleccionistas —como muestra el escaparate de internet— acaparan el mercado de los ejemplares que escaparon al deterioro o no encontraron sitio en los museos de etnografía, artesanía, folclore y cultura popular. De entre las más elegantes, hay que mencionar las cantareras segovianas integradas en sobrios muebles alacena. Con una gran variedad de diseño pueden citarse las cantareras de la Región de Murcia y todo el Levante español en general.

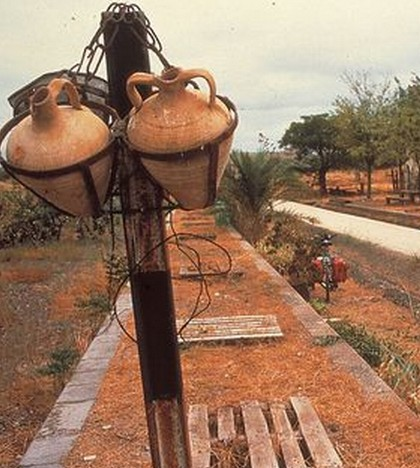
Cantarera de forja (Andalucía).
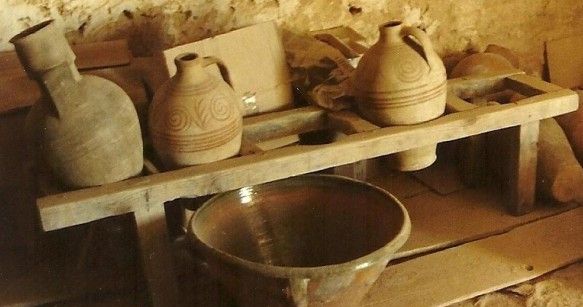
Cantarera en un viejo alfar de Priego (Cuenca).
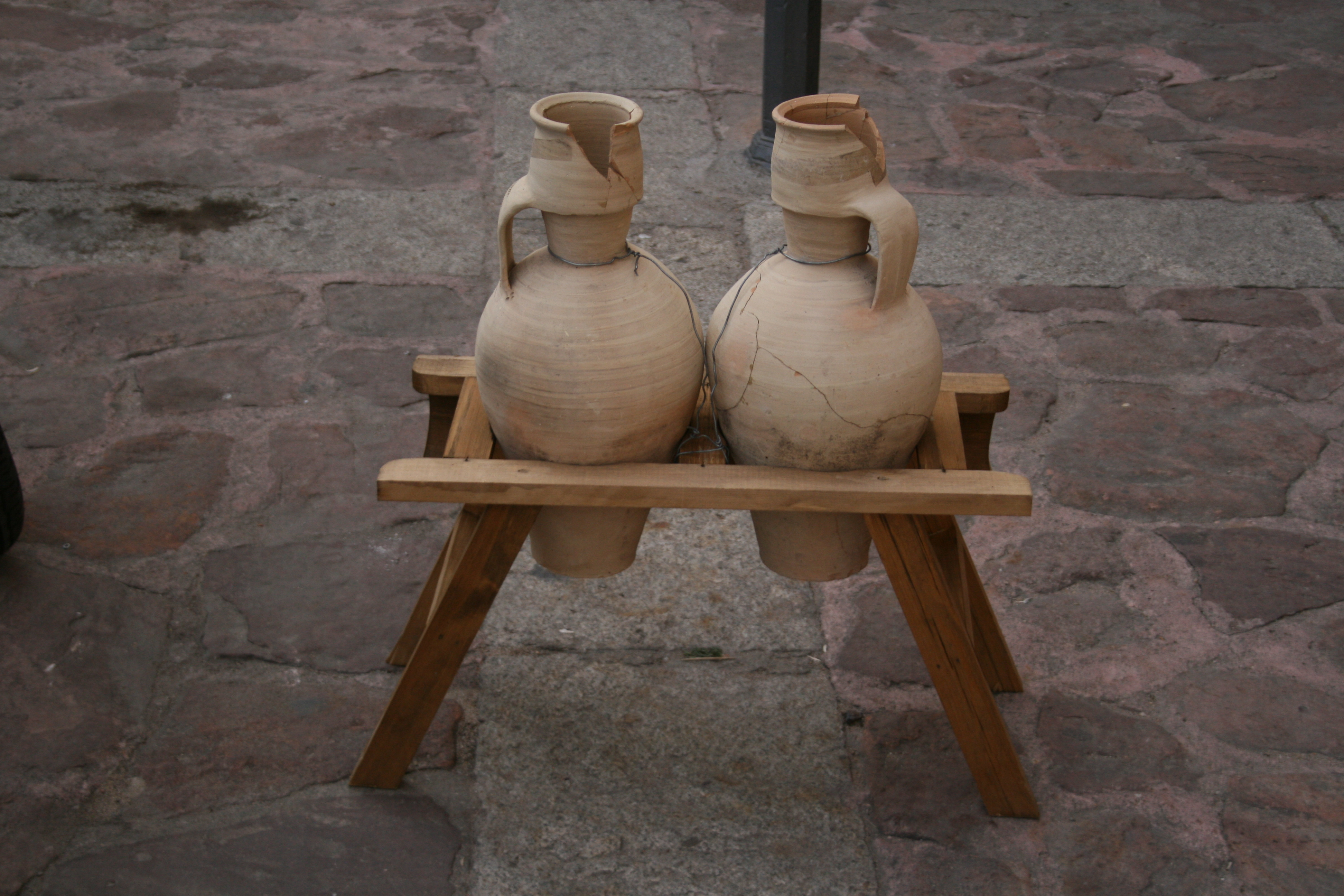
Poyo o armazón para dos cántaros (Cuenca).

## Documentación histórica

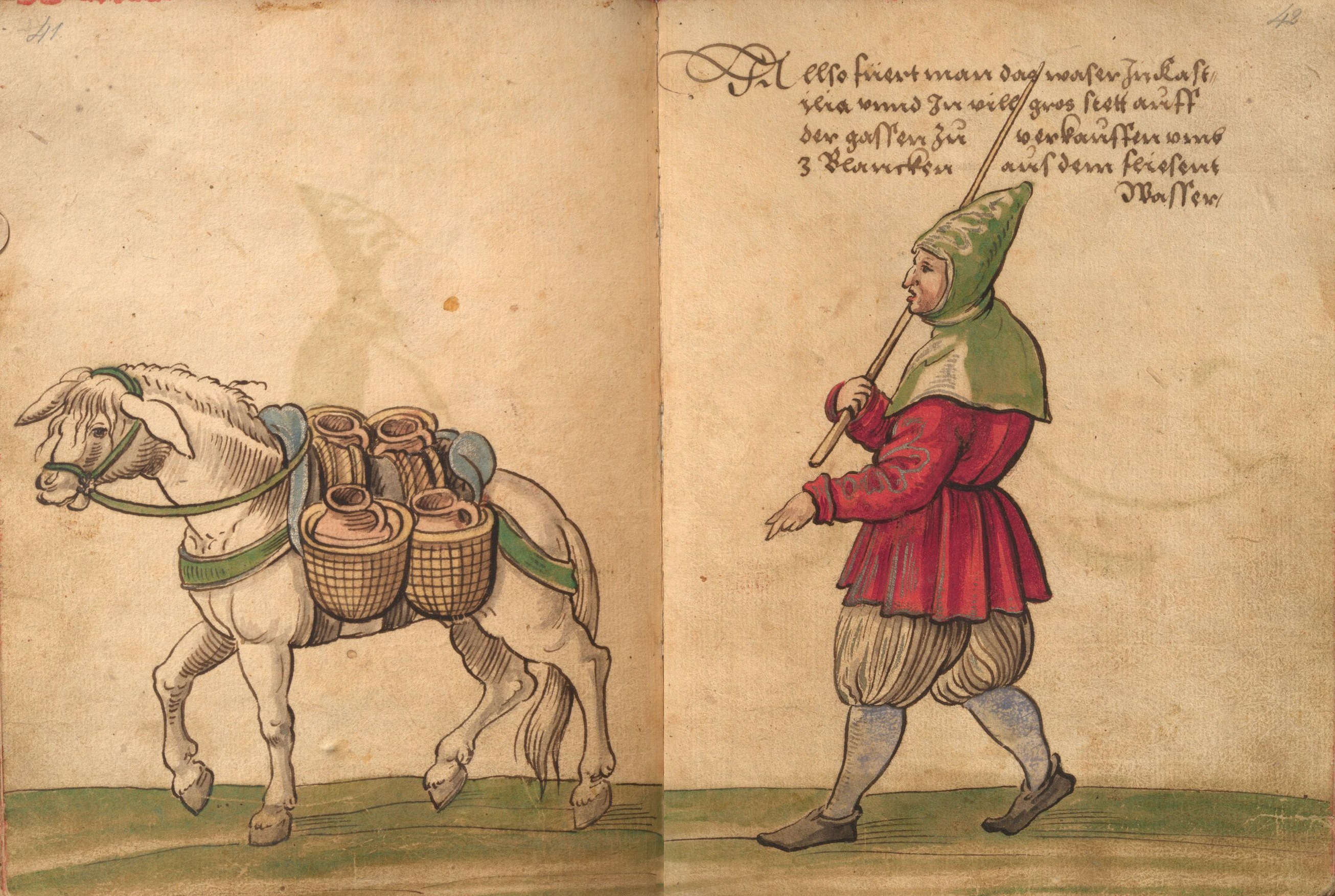
Azacán (aguador) castellano ("Kastilianischer Wasserverkäufer") hacia 1530, grabado de Christoph Weiditz en la Galería Nacional de Núremberg.

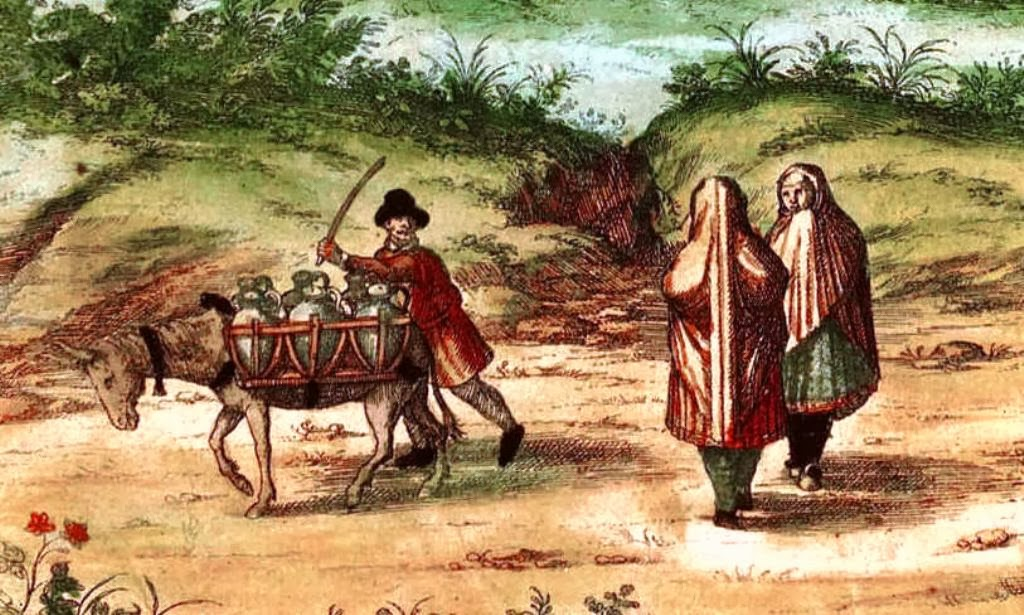
Braun Hogenberg Aguador y moriscas en Granada - 1576

Aparecen ya ejemplos documentales de las cantareras de arriero a partir del siglo XV. Así lo refleja una lámina del "Civitates Orbis Terrarum", Dos moriscas y un aguador de Granada, en la obra de Georg Braun y Frans Hogenberg, datada en 1576. El siguiente capítulo documental, más rico y variado lo surten los fotógrafos del inicio del siglo XX, que añaden a la tipología la carretilla o carretón del aguador de cántaro, el armazón de la cantarera con una aplicación motriz de probable diseño árabe de la Edad Media, que incorpora una rueda en un lado del mueble y mangos alargados en el opuesto (como lo describe en 1827 el Barón Charles Dupin).